# University of Wales, Newport
Die University of Wales, Newport (engl.) oder Prifysgol Cymru, Casnewydd (wal.) war ein Standort der University of Wales/Prifysgol Cymru. Im April 2013 ist sie in der University of South Wales aufgegangen.
Newport bot seit mehr als 80 Jahren universitäre Bildung an. Die Wurzeln des Instituts gingen auf das 1841 eröffnet Mechanische Institut zurück. Die zuletzt bestehende Einrichtung entstand 1975 als Gwent College för höhere Bildung durch den Zusammenschluss verschiedener Institute. Das College wurde 1996 der Universität Wales angeschlossen. Sehr schnell wurde das College als University of Wales College, Newport bezeichnet, und später offiziell auf diesen Namen umbenannt.
Die Universität besaß zuletzt sechs akademische Einrichtungen: Kunst, Medien und Design; Betriebswirtschaftslehre, Computer- und Ingenieurwissenschaften; Bildung; Humanities and Science und Sozialwissenschaften.
Die Universität besaß drei Campus in der Stadt, in Allt-yr-Yn 51° 35′ 24″ N, 3° 0′ 43″ W, Caerleon 51° 37′ 1″ N, 2° 57′ 44″ W, sowie den City Campus 51° 35′ 8″ N, 2° 59′ 22″ W am Ufer des Flusses Usk in der Nähe des Stadtzentrums.